# Roztyly (metropolitana di Praga)
Roztyly è una stazione della linea C della metropolitana di Praga.

## Storia
La stazione, con il nome originale di Primátora Vacka, è stata attivata il 7 novembre 1980, come parte del prolungamento della linea C tra Kačerov e Kosmonautů.

## Strutture e impianti
La stazione è sotterranea ed è dotata di due binari, serviti da una banchina centrale.

## Servizi
La stazione è dotata di ascensori per le persone a mobilità ridotta.
- Biglietteria
- Servizi igienici

## Interscambi
- Fermata autobus (linee 135, 197, 203, 401, 402 e 406)[2]